# Proclisi (fonetica greca)
Nella fonologia del greco antico, la proclisi è quel fenomeno fonetico per cui alcune parole greche, per lo più mono e bisillabiche, sono prive di accento proprio (e per questo dette atone), e dunque, per ciò che riguarda la pronuncia, si appoggiano alla parola immediatamente seguente (sono dette perciò proclitiche). Il fenomeno della proclisi si contrappone al suo simmetrico, l'enclisi, in cui la pronuncia parole atone si appoggia a quella della parola immediatamente precedente.

## Particelle proclitiche greche
Le particelle proclitiche, essendo prive di accento proprio, si appoggiano alla parola immediatamente seguente (dal verbo greco προκλίνω, lett. "piegarsi in avanti").
Sono particelle proclitiche:
- gli articoli maschili e femminili al nominativo singolare e plurale: ὁ, ἡ, οἱ, αἱ.
- le preposizioni εἰς, ἐς (verso); ἐν (in); ἐκ, ἐξ (da).
- le negazioni οὐ, οὐκ, οὐχ (non: utilizzate rispettivamente davanti a sostantivo iniziante per consonante, vocale e vocale aspirata).
- le congiunzioni εἰ (se); ὡς (come).

Occorre tuttavia ricordare che le particelle proclitiche presentano un loro accento quando sono seguite da un'enclitica o quando sono in fine di frase.